# Кизик (митология)
Кизик (на старогръцки: Κύζικος, Kyzikos) в легендата за аргонавтите на гръцката митология е младият цар на тракийските Долиони на Пропонтис. Кизик е основател и цар на наречения на него град Кизик.
Той е син на тракийския цар Енос (на гръцки: Αἰνεύς) от Енос в Тесалия и на Енета, дъщеря на Евзор. Женен е току-що за Клета, дъщеря на Мероп от Перкоте на Дарданелите. Те нямат още деца. По друга версия той оставя обаче синове. Също се споменава за негова годеница Лариса, дъщеря на Пиас, княз на пеласгите.
Кизик приема радушно в своя град аргонавтите по техния път за Колхида и им дава доста провизии за по-нататъшното им пътуване. Заради силни ветрове през тъмната нощ аргонавтите без да знаят са изблъскани отново на брега на долионите. Започва битка между долионите и аргонавтите, понеже не се разпознават. През тази битка Кизик е убит от Язон (или Херакъл), който не разпознава приятеля в тъмнината. Когато аргонавтите на другия ден забелязват заблудата си, го погребват тържествено.